# Rhus coriaria
Il sommacco siciliano (Rhus coriaria L., 1753) è una pianta appartenente alla famiglia delle Anacardiaceae.

## Descrizione
È un arbusto deciduo, che può raggiungere altezze fino a 3 metri. Ha foglie pennate, lunghe 10-20 centimetri, con bordo seghettato. I fiori, di colore giallo-verdastro, sono riuniti in pannocchie. Fiorisce in maggio-agosto.
I frutti sono drupe rosso-bruni, velenosi se consumati freschi.

## Distribuzione e habitat
La specie è diffusa in Macaronesia e in tutto il bacino del Mediterraneo (Europa meridionale, Medio Oriente e Nord Africa), spingendosi ad est sino all'Afganistan.
In Italia, il sommacco è presente nel Sud dal livello del mare sino fino a 800–1 000 m di altitudine, spesso come relitto di antiche colture. In Sicilia è diffuso specialmente nelle province di Palermo e di Trapani. Nell'isola sarebbe stato introdotto dagli arabi , poi il patriota garibaldino Carini  nella sua azienda agricola introdusse i primi moderni macchinari per la mondatura del sommacco .

## Usi

### Culinario

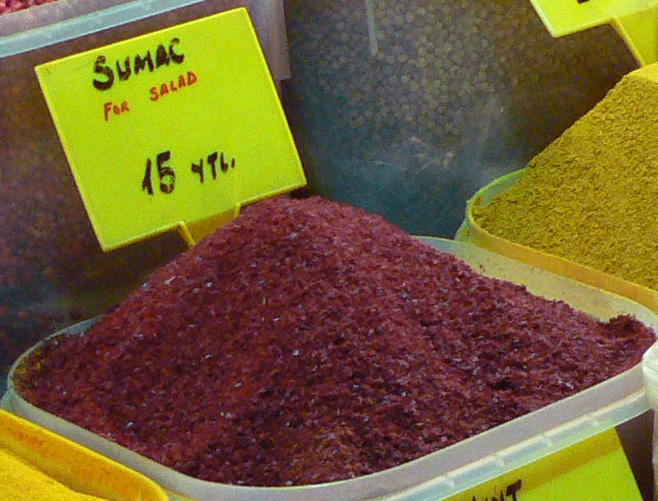

I frutti, raccolti prima che giungano a maturazione e fatti essiccare, una volta tritati danno vita a una spezia dal sapore acidulo, simile al succo di limone, quasi sconosciuta in Occidente ma particolarmente usata nella cucina del Vicino Oriente e mediorientale: libanesi e siriani la usano per insaporire il pesce; iracheni e turchi la aggiungono alle insalate; iraniani e georgiani ci condiscono il kebab.
Ideale con lenticchie, ripieni per il pollo, cipolle e salse di yogurt.

Se ne ricava il succo immergendo i semi triturati in acqua per venti minuti (circa 1 dL d'acqua ogni 35 grammi di semi), quindi si scolano e si strizzano.

### Salutistico
Questa spezia ha un potere antiossidante (ORAC) tra i più elevati in assoluto, un indice di valore 312 400, circa 73 volte più potente di una mela, notoriamente considerata un ottimo antiossidante.
Nei paesi mediorientali se ne prepara una bevanda acidula che si somministra per la cura dei lievi disturbi di stomaco.

### Pelletteria
Un tempo dalla corteccia e dalle foglie della pianta si estraevano i tannini impiegati in tintoria e nel processo di concia delle pelli.